# Terheijden

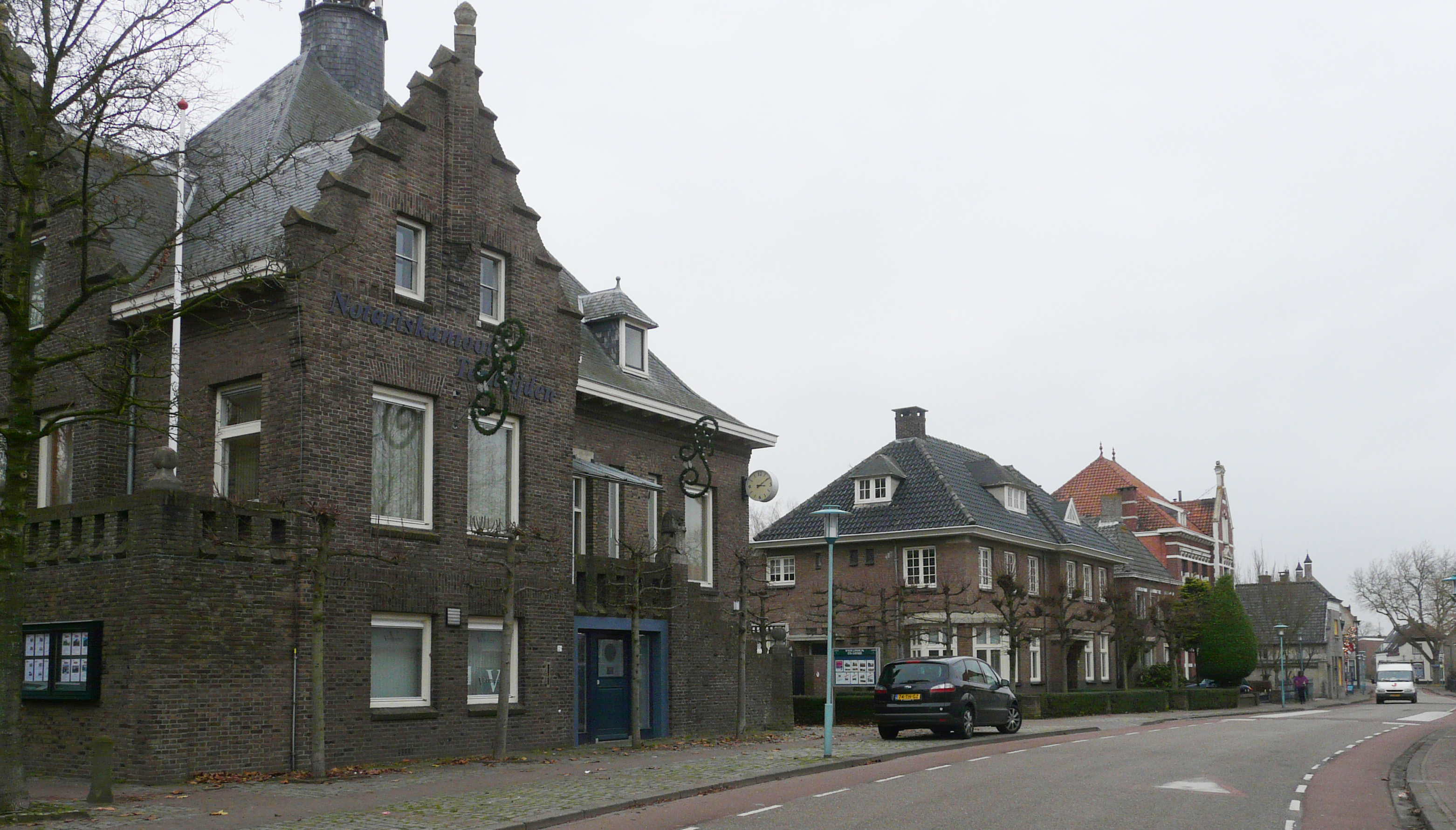
Raadhuisstraat

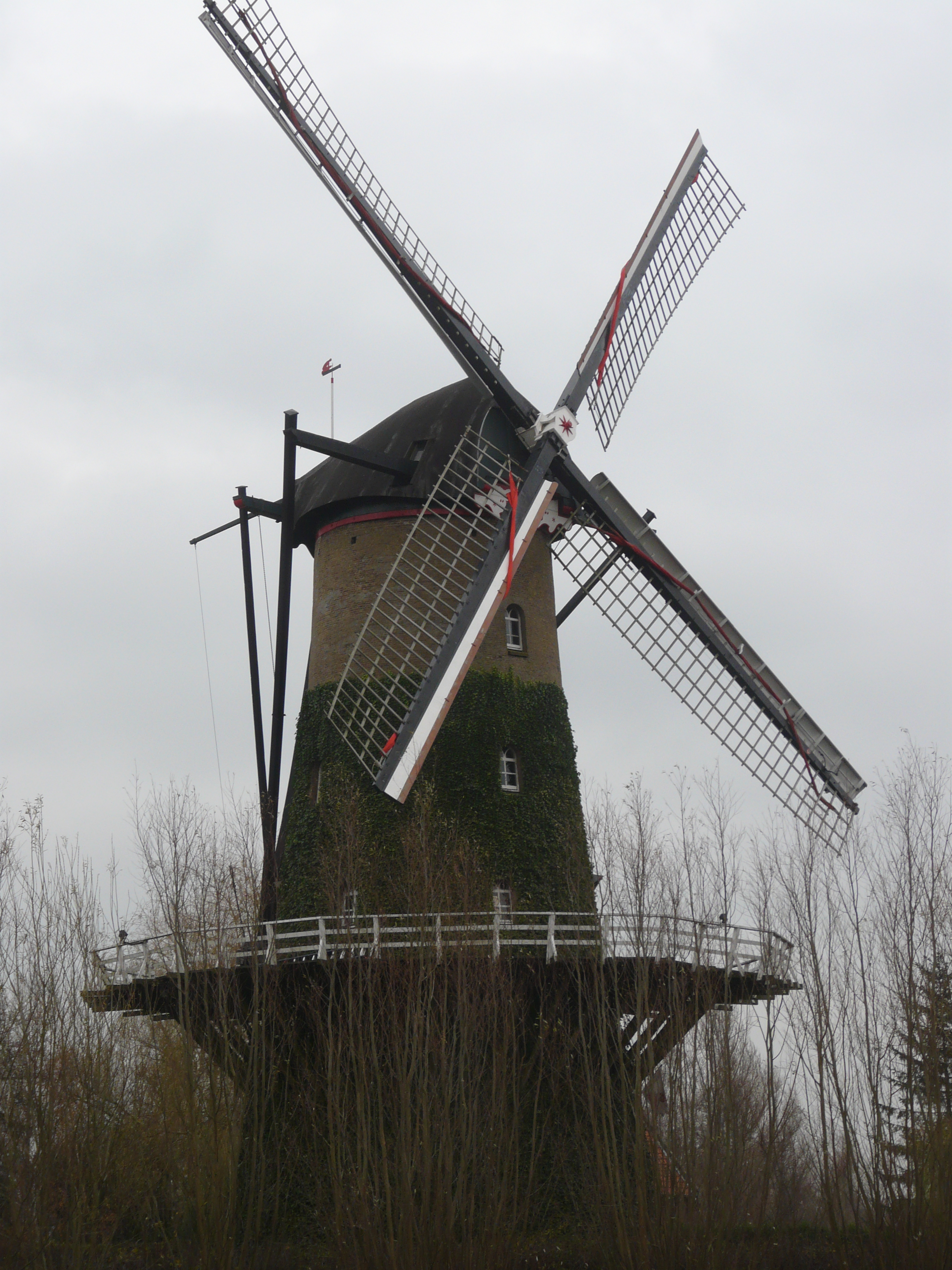
De Arend

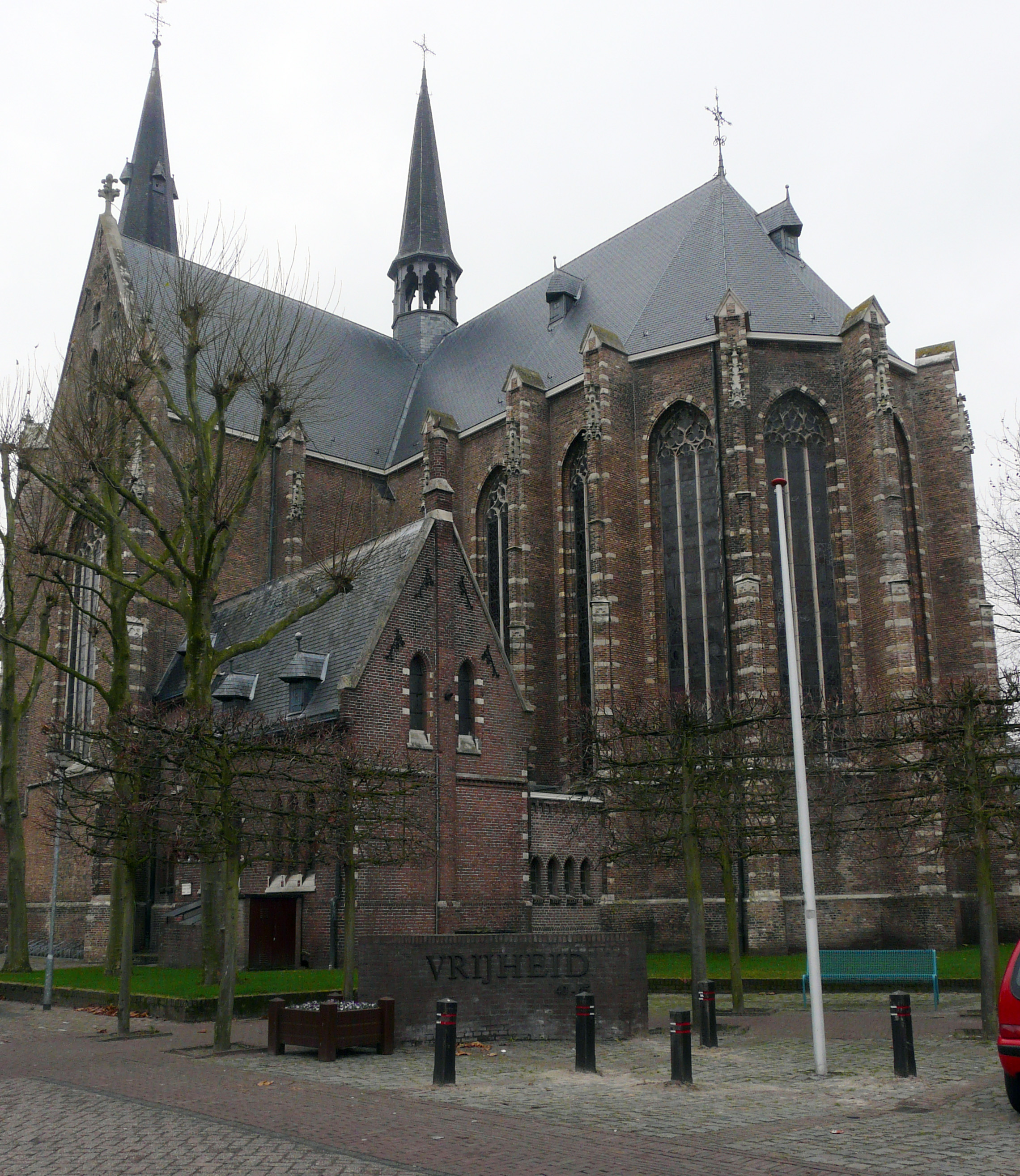
Sint-Antonius Abtkerk

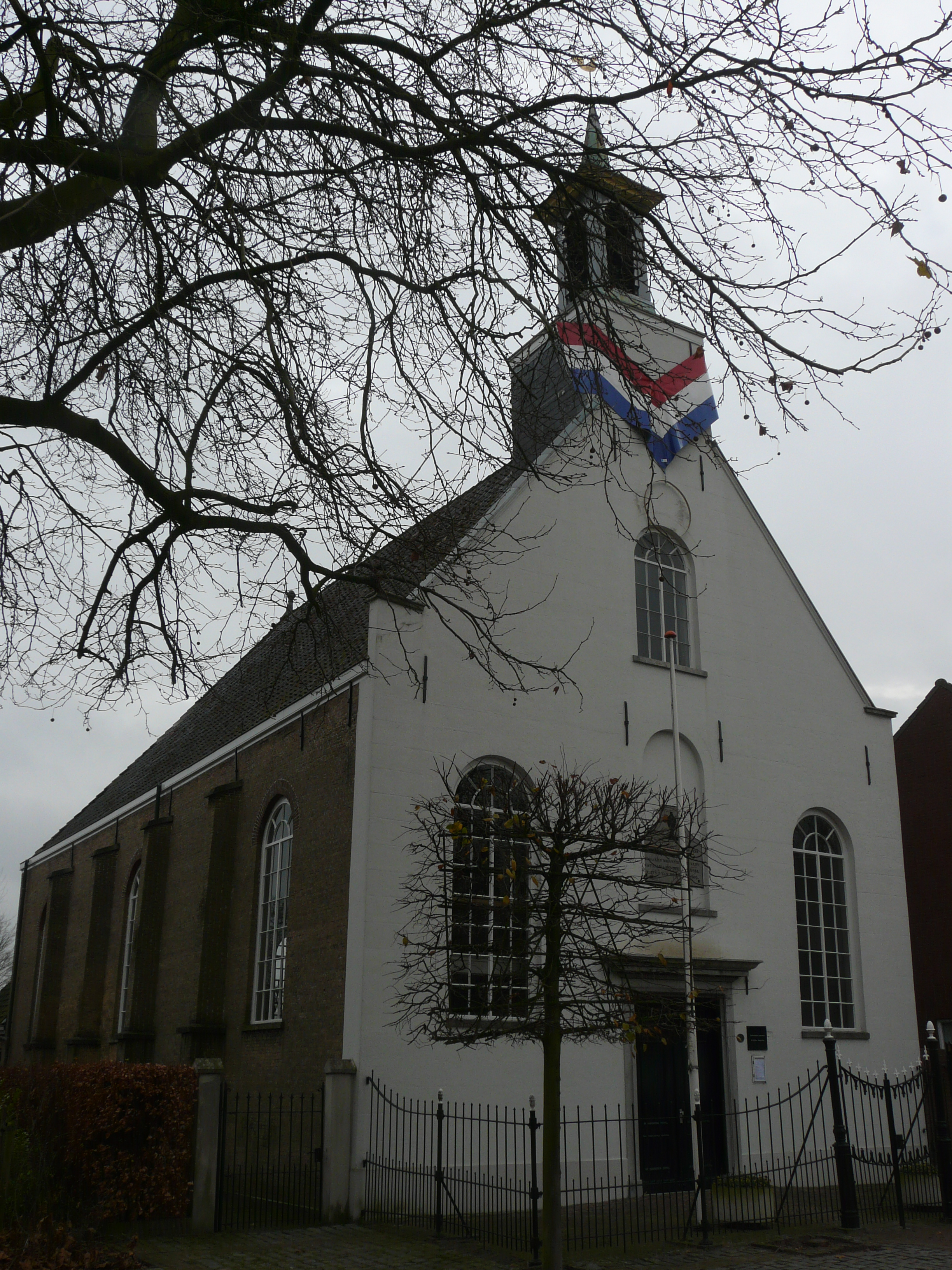
Witte Kerkje

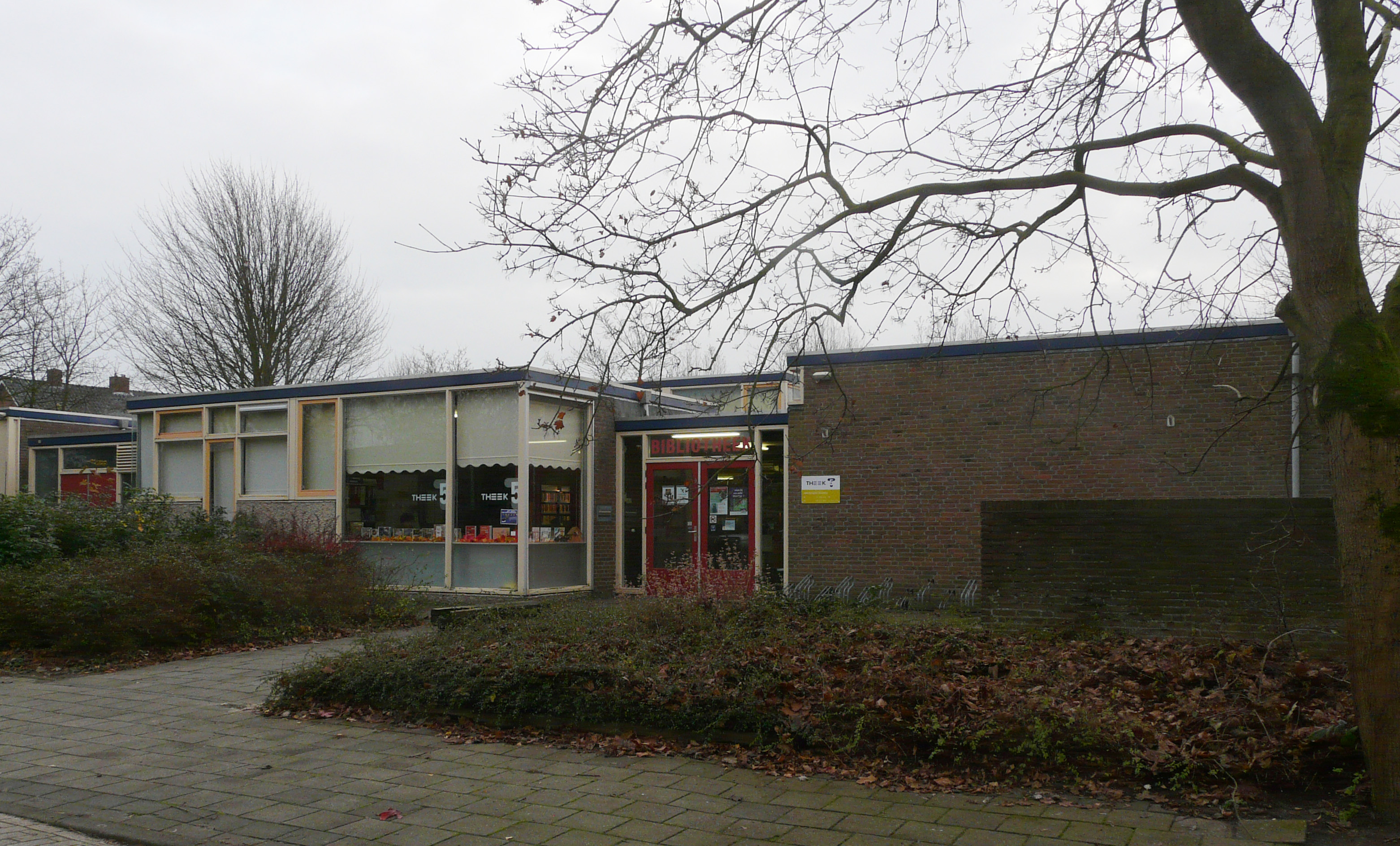
Bibliotheek

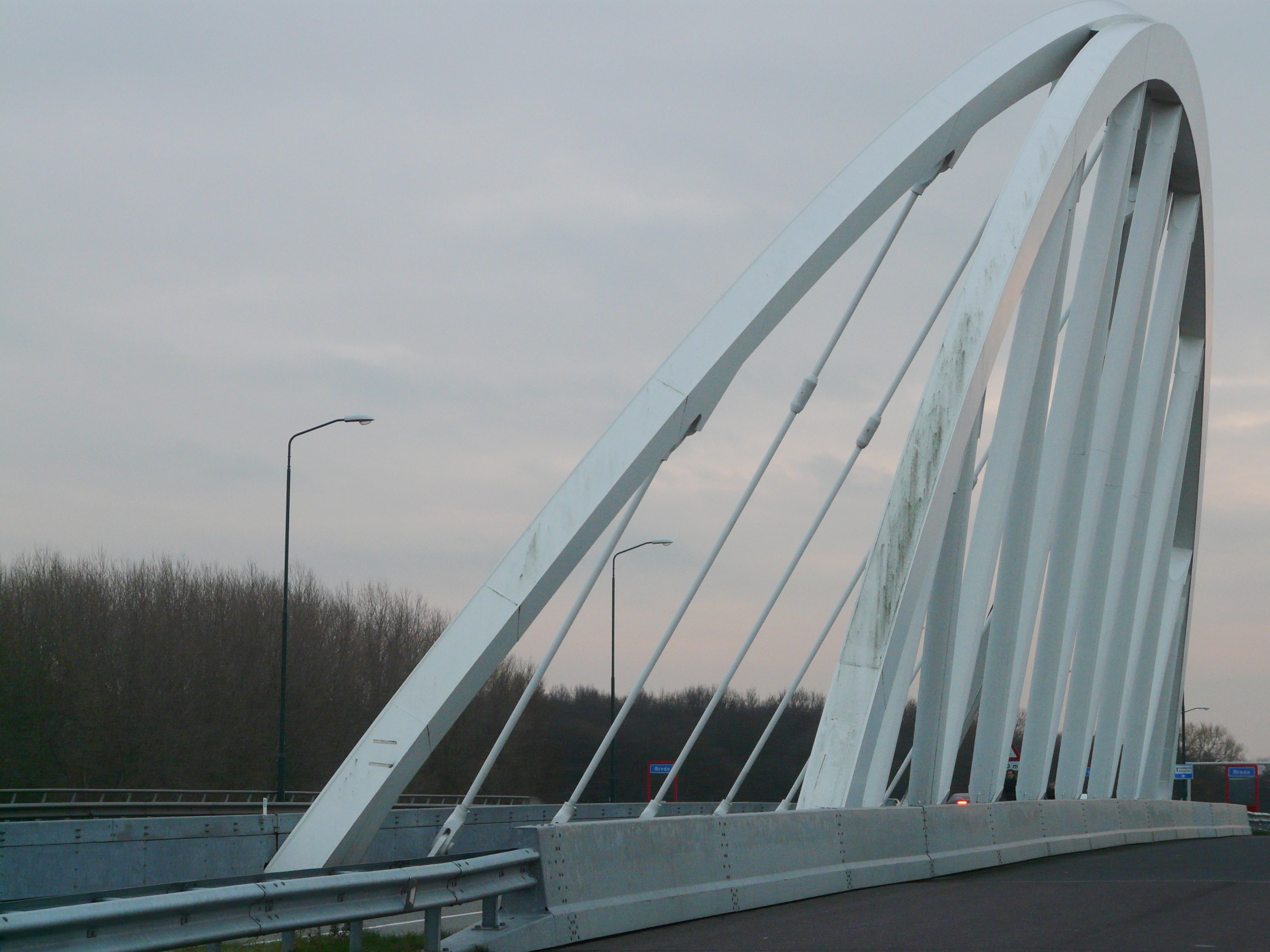
Brug tussen Terheijden en Breda

Terheijden (Brabants: Traaie, Terheijdens: Traaië) is een dorp in de Nederlandse gemeente Drimmelen, provincie Noord-Brabant vlak bij Breda. Per 1 januari 2023 werden er 6.230 inwoners geregistreerd. Bij de gemeentelijke herindeling in 1997 is Terheijden toegevoegd aan de Gemeente Made, later werd deze gemeente hernoemd tot gemeente Drimmelen.

## Toponymie
De naam Terheijden verwijst vermoedelijk naar het heideveld waarop zich een nederzetting ontwikkelde.

## Geschiedenis
Het dorp Terheijden is ontstaan in de Middeleeuwen op een zandrug die parallel aan de Mark was gelegen: De huidige Moerdijkse Weg. Aldus ontstond er een straatdorp. Vóór die tijd zal er wel sprake zijn geweest van enige bewoning. Vanaf de 13e eeuw werd er in de omgeving turf gewonnen. In 1348 werd de naam Ter Heijden voor het eerst in een document van de Abdij van Tongerlo genoemd. De straat werd pas vanaf ongeveer 1960 geflankeerd door woonwijken, maar de voorzieningen zoals kerken en winkels bleven langs de straat gelegen.
Door het ontbreken van goede dijken en de in open verbinding met de zee staande rivier de Mark is de westelijke helft van de tegenwoordige gemeente lange tijd een waterrijk gebied geweest. De getijden, eb en vloed en springvloed, hadden daar vrij spel. Vooral de Sint-Elisabethsvloed van 1421 is hierbij van belang geweest. Meerdere malen moeten de dijkwegen tussen Terheijden en Zwaluwe zijn doorgebroken; de diverse wielen zijn daar nog stille getuigen van. De Moerdijkseweg, van Terheijden naar Wagenberg, heette vroeger de Zeedijk en op Zwartenberg bestaat die straatnaam nog. Het steeds op- en afgaande water heeft op de zand- en moergronden een zeekleilaag achtergelaten. Pas in de loop van de 16e eeuw werd het land na herindijking weer bewoonbaar en konden Slikgat (Langeweg) en Den Hoek (Zevenbergschen Hoek) ontstaan.
Terheijden was een zelfstandige heerlijkheid die een onderdeel was van de Baronie van Breda. In 1328 kreeg Terheijden een schepenbank (rechtbank) die bestond uit een schout en zeven schepenen. Ook Zonzeel had een eigen schepenbank. In de 15e eeuw is Zonzeel ten gevolge van ernstige overstromingen, waarvan de Sint-Elisabethsvloed in 1421 de bekendste is, geheel verloren gegaan. Later is daar Langeweg ontstaan.
Terheijden kreeg in 1401 een eigen kapel, die dochterkerk was van Breda en in 1633 tot parochiekerk werd verheven, gewijd aan Antonius Abt. Deze kerk kwam in 1648 in hervormde handen maar werd in 1801 teruggegeven aan de katholieken, waarop de hervormden in 1809 een eigen kerk kregen.
Van 1884-1971 waren de Zusters Franciscanessen van Etten gevestigd te Terheijden aan Marktstraat 6. Het gebouw is nu een cultureel centrum.
De ligging van Terheijden aan de rivier de Mark en vlak bij Breda heeft sterke invloed gehad op de gebeurtenissen en de ontwikkeling van de geschiedenis en in verband daarmee ook ingrijpende gevolgen voor de bewoners. Tijdens de Tachtigjarige Oorlog heeft de Terheijdense bevolking het zwaar te verduren gehad. Omdat de vestingstad Breda belangrijk was voor de bescherming van Holland, hebben zich rondom de stad meermalen harde gevechten afgespeeld tussen de Staatse en Spaanse troepen. In en om Terheijden hebben die troepen afwisselend hun tenten opgeslagen en forten gebouwd. Twee van die zogenaamde fortificaties zijn de Grote en Kleine Schans. De Grote Schans ligt op de plek waar het gehucht Hertel heeft gelegen. De Kleine Schans werd tijdens de Tachtigjarige Oorlog aangelegd doch in 1680 geslecht. Op dezelfde plaats werd in 1830 opnieuw een schans ingericht. De nabijgelegen Linie van de Munnikenhof en de Linie van Den Hout zijn aangelegd in 1701 en hadden ongeveer dezelfde functie als de schansen. Ook in de Hoge Vucht (Breda, Liniekwartier) en op Steelhoven (Made-Oosterhout) hebben dergelijke linies gelegen.
Tot 1997 vormde Terheijden samen met Wagenberg en een gedeelte van Langeweg de gemeente Terheijden. Bij de gemeentelijke herindeling in 1997 is de gemeente Terheijden opgeheven en zijn de dorpen over twee andere gemeentes verdeeld. Langeweg kwam bij de gemeente Zevenbergen die in 1998 zijn naam wijzigde in Moerdijk, terwijl de rest van de gemeente Terheijden samen met de gemeente Hooge en Lage Zwaluwe aan de gemeente Made werd toegevoegd. Deze gemeente wijzigde zijn naam in Drimmelen op 1 januari 1998.

## Bezienswaardigheden
- Het vestingwerk Kleine Schans uit 1830, gelegen op de plaats van een vroegere schans uit 1680.
- De Linie van de Munnikenhof, uit 1701, ligt 2 km ten oosten van het dorp.
- De Spinolaschans, uit 1624, ligt 2 km ten zuidoosten van het dorp.
- De windmolen "De Arend" uit 1756
- De Sint-Antonius Abtkerk, een rooms-katholieke kerk, een kruisbasiliek met toren uit de 15e eeuw
- De Protestantse kerk (ook: Het Witte Kerkje genaamd) aan Hoofdstraat 1 uit 1809 is een Napoleonskerk. Het zaalkerkje heeft een fraaie eerste steen in de voorgevel. Deze gevel wordt tevens gesierd door een klokkentorentje.
- D'n Bleyk, een kunstwerk van cortenstaal gemaakt in opdracht van de gemeente Drimmelen door de Terheijdense kunstenares Yvonne van Oosterhout. Het kunstwerk is een stalen stier die kracht uitstraalt door de strakke lijnen en een moderne uitstraling. Van Oosterhout heeft de stier ontworpen naar haar inspiratie van een verhaal uit de geschiedenis van Terheijden.

### Monumenten
- Vrijheidsmuur (vrijheidsmonument) (Gemaakt en onderhoud door Kloveniers gilde sint Antonius abt)
- Enkele monumentale woonhuizen, zoals aan Raadhuisstraat 26, 42 en 45.
- Terheijden bezit een haventje aan de Mark.

Zie ook:
- Lijst van rijksmonumenten in Terheijden
- Lijst van gemeentelijke monumenten in Terheijden

## Natuur
Terheijden ligt aan de Mark. Ten zuiden van het dorp begint ook het Markkanaal, dat een verbinding vormt tussen de Mark en het Wilhelminakanaal. Terheijden heeft een jachthaven langs de rivier de Mark. De diverse linies en schansen die in de omgeving van Terheijden gelegen zijn, werden ingericht als natuur- en recreatiegebied.
Direct ten noordoosten van het dorp bevindt zich de Terheijdense Binnenpolder.
De Moerdijkse Weg naar Wagenberg was vroeger langs een zeedijk gelegen. Een aantal wielen zijn nog langs deze weg te vinden. Het gebied ten westen van deze dijk werd vanaf de 16e eeuw ingepolderd, waardoor een grootschalige landbouwpolder ontstond: de Groote Zonzeelsche Polder.

## Economie
Oorspronkelijk leefde de bevolking van de land- en tuinbouw, waaronder boomkwekerijen. Voorts waren er enkele leerlooierijen.

## Wijken in Terheijden
Terheijden bestaat uit zeven wijken:
- Centrum, bestaat uit Markstraat, Hoofdstraat van de kerk tot aan de Jumbo, eerste 100 meter Polderstraat en Raadhuisstraat van de kerk tot aan de Scherpebocht.
- Moleneind (Traaies: 't Meulenend): bestaat uit de Molenstraat, Schansstraat, Laakdijk, 't Jagertje, Schapenbogert, Lageweg (ged.).
- Molenpolder ligt westelijk van de Hoofdstraat en Raadhuisstraat.
- Zegge ligt oostelijk van de Hoofdstraat, Raadhuisstraat en de Molenstraat.
- Vaartkant ligt aan het noordelijk deel van de Ruitersvaartseweg.
- Kleine Schans ligt ten westen van de wijk Molenpolder en zuidwestelijk van het vestingwerk de Kleine Schans.
- Het Zand: is het zuidelijkste deel van het dorp; ook het bedrijventerrein 't Spyk hoort bij deze wijk.

## Straatnamen
Tot 1953 was de gemeentelijke bevolkingsadministratie verdeeld in wijken met letters. Er waren dus nog geen straatnamen. In de volksmond waren er natuurlijk al wel veel straatnamen in zwang, maar officieel was hier in tegenstelling tot andere gemeenten tot dan nog geen enkele straatnaam vastgesteld. In de raadsvergadering van 13 oktober 1953 werden de (deels nieuwe) straatnamen vastgesteld. In het daaropvolgend jaar zijn de straatnaambordjes overal in de gemeente Terheijden geplaatst.

## Evenementen
- Terheijdenloop
- Traaierie (Harmonie) jaarmarkt 1e zondag na 8 september
- Terheijdense Zomerfeesten (juni)
- Traaise kermis (Harmonie) 1e zondag na 8 september
- Carnaval (Schraansersrijk)
- Triathlon Terheijden
- Veld-Toertocht Terheijden
- BWF-ronde Terheijden
- Koning en Koningin schieten (Kloveniers gilde sint Antonius abt) dinsdag met Traaise kermis
- Koningsschieten (schietclub Willem Tell) zondag met Traaise kermis (Voorheen op Maandag)
- Eieren verschieting (schietclub Willem Tell) (tijdens pasen)
- Koningsdag rond de schans (Oranje comité)
- Dauwtrappen tijdens Hemelvaart (Harmonie)
- I love Traaie
- Kerstmarkt/Kerstfair (Scouting D'n Hartel)

## Onderwijs
In Terheijden zijn er drie basisscholen.
- R.K. basisschool De Zonzeel
- De Zeggewijzer
- OBS De Windhoek

Er zijn geen scholen voor het voortgezet onderwijs in Terheijden, waardoor het grootste deel van de scholieren in Breda en Made naar school gaat.

## Verenigingen
- Terheijdens Theater, vereniging voor amateurtoneel.
- Handbal vereniging Mixed-up 2000.
- Cabaret De Gulle Lach
- S.V. Terheijden (voetbalvereniging)
- Karatevereniging Terheijden
- Kloveniersgilde St. Antonius-abt (Wipvogelschieten) (opgericht 1551 en daarmee de oudste vereniging uit de gemeente)
- Schietclub Willem Tell (Vuurwapens/Luchtdrukwapens/Kruisboog/Handboog)
- T.C.V. de Schraansers (carnavalsvereniging)
- Tennisvereniging "Ruitersvaart"
- Harmonie Terheijden
- Gymnastiek Vereniging Samen voor Terheijden
- Wielervereniging Terheijden (WVT)
- Heemkundekring De Vlasselt
- Scoutinggroep D'n Hartel
- Judo Vereniging Haragei
- Pop- en Musicalkoor Singfonie
- Roeivereniging Breda
- Korfbalclub Terda (Terheijden-Breda)
- Stichting Oranje Comité Terheijden
- Tafeltennisvereniging Tios
- Anthony Singers Terheijden
- Zonnebloem Terheijden
- Dart vereniging Nie te pijle

## Voorzieningen
- Zwembad het Puzzelbad
- Bibliotheek

## Media
- Omroep Drimmelen (radio- en televisiezender, kabelkrant en internet)
- Rondom de Toren (wordt elke twee weken uitgebracht)
- Weekblad 't Carillon

## Verkeer en vervoer
Per bus (Arriva) heeft Terheijden verbindingen met o.a. Breda en plaatsen rondom Terheijden.
- Streekbus 172 Breda - Lage Zwaluwe
- Streekbus 173 Breda - Fijnaart
- Bravodirect 374 Made - Zundert

Bij de jachthaven is in de zomer een voet- en fietsveerverbinding over de Mark met de wijk de Haagse Beemden bij de Asterd.

## Geboren in Terheijden
- Christiaan Huygens (senior), (1551- 1624) de vader van Constantijn Huygens en secretaris van de Raad van State
- Jacques Aarden (1914-1997), politicus
- Jill Bayings (2001), voetbalspeelster
- Pieter Braun (1993), atleet
- Kees Pellenaars (1913-1988), wielrenner en ploegleider
- Petrus van Schendel (1806-1870), kunstschilder

## Nabijgelegen kernen
- Wagenberg, Langeweg, Made, Teteringen, Breda, Prinsenbeek